# Хоргосские горячие источники
Хоргосские горячие источники расположены на высоте 1750 м, в правом рукаве реки Хоргос ущелья реки Арасан, на южном склоне Джунгарского Алатау в 70 км северо-западнее Жаркента в Казахстане. Включают более 10 подземных источников с общим выходом воды 4—5 л/с. Вода хлорносульфатно-натриевая, радиоактивная (радон на уровне 150—180 эман), щелочная (pH=9), температура 37—52 °C, общая минерализация 0,27—0,29 г/л. В воде содержится 60—70 мг/л кремниевой кислоты, смеси сероводорода, свинца, серебра, молибдена и др.